# Phyllopetalia altarensis
Phyllopetalia altarensis är en trollsländeart som först beskrevs av Frank Louis Carle 1996.  Phyllopetalia altarensis ingår i släktet Phyllopetalia och familjen Austropetaliidae. IUCN kategoriserar arten globalt som starkt hotad. Inga underarter finns listade i Catalogue of Life.